# Tatobity
Tatobity je obec nacházející se v okrese Semily, kraj Liberecký. Žije zde 597 obyvatel.

## Historie
První písemná zmínka o obci pochází z roku 1514 (několik poplatníků „z Tatobity“ je uvedeno v popisu skalského panství); roku 1543 je jméno vsi založeno v zemských deskách jako Tatobity.
Jméno Tatobity pochází od staročeského slova tat, tj. zloděj, jméno vesnice se tak vykládá jako místo, kde jsou biti zloději.
Od 12. dubna 1994 obec užívá znak, od 17. dubna 2009 vlajku.
Tatobity se staly Vesnicí Libereckého kraje roku 2018.

## Sport
V obci se nachází sportovní klub 1. Fotbalový celek Tatobity, který je fotbalovým týmem hrající okresní přebor okresu Semily. Fotbalový klub zahájil svoji činnost roku 1995, kdy začal hrát nejnižší soutěž semilského okresu. V roce 2000 skončil tým v okresní soutěži na druhém místě a postoupil do okresního přeboru, kde se pravidelně umísťuje ve středu tabulky.

## Pamětihodnosti
- Tisíciletá lípa (též Žižkova či Americká) – obručemi sepnutý památný strom, starý 500–800 let, dle pověsti zasazený Kiliánem s milenkou Hedvikou a magicky chráněný proti pokácení; oslaven mnohými básníky, v březnu 2007 se objevil na jubilejní známce (100 let pošty v Tatobitech), později zvítězil v celostátní anketě a byl vyhlášen Stromem roku 2015; lípa je úchvatná jako kvetoucí kulisa pro svatbu, milenci pod ní i v ní (někteří i vícekrát) počali své děti; stojí naproti domu čp. 86[5][6]
- Hřbitov s kostelem svatého Vavřince
- Krucifix na návsi
- Socha Panny Marie u polní cesty

## Části obce
- Tatobity
- Žlábek

## Osobnosti spojené s obcí
- Jan Dědina – krajinář a portrétista; žil v Tatobitech v letech 1925–1955. Prosadil se v Paříži
- Antonín Marek – zakladatel jedné z nejstarších knihoven, významná duchovní postava, národní buditel; působil na místní farnosti, kde kázal
- Jan Neruda – literát-Májovec, procházel obcí a tím se inspiroval k napsání „Balady horské“
- Rodina Zemanových (zjm.: Jan a Josef) – rodina lidových umělců, kteří zde žili a zanechali po sobě rozsáhlé dílo v podobě křížků, pomníčků a plastik sahajících od Tatobit až po Českodubsko
- František Xaver Drozen – mistr houslař, narodil se v Tatobitech, vyrobil více než 500 houslí, mezi nimi i mistrovské nástroje
- Alois Podobský – člen orchestru Vídeňské státní opery a Vídeňské filharmonie
- Břetislav Salaba – houslista, absolvent pražské konzervatoře